# Фингер, Ингрид
Ингрид Фингер (Ingrid Finger) стала первой немкой, которая победила на конкурсе красоты Мисс Интернешнл в 1965 году.
Фингер стала лучшей из 44 претенденток на титул и победила на конкурсе, прошедшем в Лонг-Бич (Калифорния). Следующий конкурс Мисс Интернешнл был проведён через два года в 1967 году, Фингер обладала титулом Мисс Интернешнл в течение двух лет. В 1967 году отдала титул Мирте Массе из Аргентины.